# Лауер Ніна Володимирівна
Ніна Володимирівна Лауер (нар. 1 грудня 1911, Харків — 18 січня 1996, Київ) — патофізіолог, доктор медичних наук

## Біографія
Лауер Ніна Володимирівна народилась 1 січня 1911 року в м.Харкові в родині студента-медика. У 1929 році закінчила загальноосвітню школу Омська, де її батько, Володимир Васильович Лауер, уже професор медицини, очолював кафедру патологічної анатомії в Омському медичному інституті. Вищу освіту вона здобуває в Омському та Ленінградському медичних інститутах, закінчивши лікувальний факультет 1933 року. Восени 1935-го Лауер Н. В. вступає до аспірантури Інституту експериментальної біології та патології Міністерства охорони здоров'я УРСР у Києві. По її закінченні у 1938 році захищає дисертацію і отримує вчений ступінь кандидата медичних наук.
1938 року відбулося знайомство Ніни Лауер з поетом Миколою Бажаном на вечорі актора МХАТу Василя Качалова у київському Будинку Червоної Армії.
|  | Почали зустрічатися. Незабаром обоє зрозуміли, що наші стосунки не легковажне захоплення і не короткочасний роман. З’явилось відчуття чогось великого, тривожного, що відтіснило все навколишнє |

 — писала Лауер.
Відтоді Ніна Володимирівна і Микола Платонович пішли життєвою дорогою разом. Через півстоліття спільного життя поет напише:
|  | Мати, Україна й ти – що є для мене найрідніше, крім цих трьох святинь? |

В 1935—1941 та в 1944—1974 роках працювала в Інституті фізіології АН УРСР: старшим науковим співробітником відділу психіатрії, від 1961 до 1973 рр. — завідувачкою відділу вікової фізіології, від 1973 до 1974 рр — старшим науковим співробітником-консультантом відділу фізіології газообміну. Під час Другої світової війни Лауер Н. В. працювала на Саратовській станції переливання крові (Російська Федерація), у Московському науково-дослідному інституті.

## Наукова діяльність
Досліджувала питання порівняльної фізіології і патології, роль нервової системи у патогенезі запалення, вікові особливості гіпоксичних станів.

## Наукові праці
1. До питання про роль вуглеводів у резистентності до аноксії // МедЖ. 1947. Т. 16
2. О влиянии возбуждающих веществ на дыхание и кровяное давление у новорожденных в норме и при асфиксии. К., 1958 (співавторство)
3. О значении изменений сердечного выброса в регулировании кислородного режима организма при гипоксии // УФзН. 1970. Т. 1, № 2 (співавторство)

## Досягнення
1953 — Доктор медичних наук

## Родина
Батько — Володимир Васильович Лауер, професор медицини.
Чоловік — Микола Бажан (26. 09 .1904, м. Кам'янець-Подільський — 23.11.1983, Київ), поет.